# Koen Everink
Koen Frederik Everink (Enschede, 22 februari 1974 – Bilthoven, 4 maart 2016) was een Nederlands ondernemer die het dodelijke slachtoffer werd van een misdrijf.

## Levensloop
Everink groeide op in Lonneker. Hij was de oprichter en directeur van reisorganisatie Eliza was here.
In februari 2012 verkocht hij zijn aandelen in het bedrijf aan de Sundio Group. Later dat jaar kreeg hij bekendheid nadat hij tijdens het dancefeest Sensation White in de Amsterdam ArenA in elkaar werd geslagen door kickbokser Badr Hari. Hij kreeg een kopstoot en meerdere klappen en liep daarbij blijvend letsel aan zijn voet op. Hari werd in oktober 2015 voor verschillende geweldsmisdrijven veroordeeld tot 24 maanden celstraf (waarvan tien maanden voorwaardelijk) en het betalen van een schadevergoeding aan Everink en andere slachtoffers.
Everink werd in de ochtend van 4 maart 2016 dood in zijn woning in Bilthoven aangetroffen. Hij bleek door messteken om het leven te zijn gebracht. Later werd Mark de Jong, de coach van tennisser Robin Haase, als verdachte aangehouden. De Rotterdammer zou gokschulden hebben bij onder meer Everink. Op 23 januari 2018 werd De Jong door de rechtbank veroordeeld tot 18 jaar cel wegens moord en diefstal van Everinks kostbare horloge. Bij het opleggen van de straf werd er uitdrukkelijk rekening mee gehouden dat de dader wist dat het zesjarige dochtertje van Everink in dezelfde woning op dat moment boven in haar bed lag. Zijn dochtertje heeft ook het lichaam van Everink de volgende morgen gevonden.

## Trivia
- In 2013 stond Everink in de Quote 500 Junior, met een geschat vermogen van 15 miljoen euro.[7]